# Кэш, Свин
Свинтэйла Мари Кэш (англ. Swintayla Marie Cash, род. 22 сентября 1979 года) — американская профессиональная баскетболистка, выступавшая в Женской национальной баскетбольной ассоциации за пять разных клубов. Во время учебы в университете Коннектикута она дважды приводила баскетбольную команду к чемпионскому титулу в 2000 и 2002 годах. Трижды становилась чемпионкой ВНБА (2003, 2006, 2010), а также дважды завоёвывала золотые медали Олимпийских игр (2004, 2012).  В 2017 году Кэш была назначена директором по развитию франшизы «Нью-Йорк Либерти». Член баскетбольного зала славы с 2022 года.

## Биография
Кэш родилась в пригороде Питтсбурга Мак-Киспорте. У неё было два брата Стивен и Кевин и одна сестра Анжелика. Кэш принадлежит баскетбольный лагерь и клиника, которые управляются компанией Swin Cash Enterprise LLC. Она часто участвует в благотворительных мероприятиях ВНБА.

## Средняя школа
Кэш училась в средней школе в Мак-Киспорте в Пенсильвании, где участвовала во многих мероприятиях. Она «пробовала свои силы» в бейсболе, легкой атлетике и чирлидинге, но ее настоящей страстью были развлечения, которые она выражала в школьных спектаклях и драматическом классе. Кэш наиболее известна своими баскетбольными навыками.

## Профессиональная карьера
На драфт ВНБА в 2002 году Кэш была выбрана командой «Детройт Шок». В 2003 году она помогла команде завоевать первый титул чемпиона женской национальной баскетбольной ассоциации (ЖНБА). Она выиграла золотую медаль с женской сборной США по баскетболу на Олимпийских играх 2004 года.
19 февраля 2008 года Кэш был обменяли в «Сиэтл Сторм» на драфте ВНБА 2008 года.
Кэш была названа одним из членов национальной команды, которая представляла баскетбольную команду США в матче ВНБА против Федерации баскетбола США.
7 июня 2016 года Кэш объявила, что в конце сезона 2016 года окончит карьеру баскетболистки.

## Награды и достижения
- Всеамериканская сборная WBCA (1998)[4]
- Третья сборная конференции Big East (2000)[5]
- Сборная турнира конференции Big East (2000, 2002)[5]
- Первая сборная конференции Big East (2002)[5]
- Самый выдающийся игрок баскетбольного турнира NCAA (2002)[6]
- Самый ценный игрок матча всех звёзд ВНБА (2009, 2011)
- 2 раза становилась победителем Звёздного конкурс бросков: 2013—2014 (Команда Криса Боша с Домиником Уилкинсом)[7]